# Vincent Sierro
Vincent Olivier Sierro (Sion, 1995. október 8. –) svájci korosztályos válogatott labdarúgó, a francia Toulouse középpályása.

## Pályafutása
Vincent Sierro Sion városában született. Az ifjúsági pályafutását a helyi Sionnál kezdte. 
2015-ben mutatkozott be a Sion felnőtt csapatában. 2017-ben a Bundesligában szereplő SC Freiburghoz igazolt. A 2018–19-es szezonban kölcsönjátékosként a St. Gallen csapatát erősítette. 2019-ben négyéves szerződést írt alá a Young Boys együttesével.
2024. június 7-én bekerült Murat Yakın szövetségi kapitány 26 fős keretébe, akik utaznak az Európa-bajnokságra.

## Statisztika
2023. február 8. szerint.
| Klub                    | Szezon   | Bajnokság          | Bajnokság | Bajnokság | Kupa  | Kupa  | Nemzetközi | Nemzetközi | Összesen | Összesen |
| Klub                    | Szezon   | Bajnokság          | Mérk.     | Gólok     | Mérk. | Gólok | Mérk.      | Gólok      | Mérk.    | Gólok    |
| ----------------------- | -------- | ------------------ | --------- | --------- | ----- | ----- | ---------- | ---------- | -------- | -------- |
| Sion                    | 2014–15  | Swiss Super League | 1         | 0         | 0     | 0     | 0          | 0          | 1        | 0        |
| Sion                    | 2015–16  | Swiss Super League | 16        | 2         | 1     | 0     | 0          | 0          | 17       | 2        |
| Sion                    | 2016–17  | Swiss Super League | 17        | 2         | 0     | 0     | 0          | 0          | 17       | 2        |
| Sion                    | Összesen | Összesen           | 34        | 4         | 1     | 0     | 0          | 0          | 35       | 4        |
| SC Freiburg             | 2017–18  | Bundesliga         | 4         | 0         | 0     | 0     | 0          | 0          | 4        | 0        |
| St. Gallen (kölcsönben) | 2018–19  | Swiss Super League | 35        | 11        | 2     | 2     | 2          | 0          | 39       | 13       |
| Young Boys              | 2019–20  | Swiss Super League | 17        | 1         | 4     | 0     | 3          | 0          | 24       | 1        |
| Young Boys              | 2020–21  | Swiss Super League | 17        | 1         | 1     | 0     | 10         | 0          | 28       | 1        |
| Young Boys              | 2021–22  | Swiss Super League | 33        | 4         | 2     | 1     | 11         | 3          | 46       | 8        |
| Young Boys              | 2022–23  | Swiss Super League | 15        | 1         | 2     | 1     | 4          | 1          | 21       | 3        |
| Young Boys              | Összesen | Összesen           | 82        | 7         | 9     | 2     | 28         | 4          | 119      | 13       |
| Toulouse                | 2022–23  | Ligue 1            | 3         | 0         | 1     | 0     | —          | —          | 4        | 0        |
| Összesen                | Összesen | Összesen           | 158       | 22        | 14    | 4     | 30         | 4          | 202      | 30       |